# سلما جهانی
سلما جهانی (زاده ۲۷ نوامبر ۱۹۵۲ در کابل 
خواننده زن اهل افغانستان است. او همسر رحیم جهانی از خوانندگان افغانستان است. وی اولین خواننده‌ای است که آهنگ معروف بیا که بریم به مزار را در تلویزیون ملی افغانستان اجرا کرده است.